# Toodyay valley
La Toodyay valley est le nom d'une partie de la vallée de la rivière Avon en Australie-Occidentale où se situe la ville de Toodyay.

## Histoire
Le nom de Toodyay valley est utilisé pour désigner l'intégralité de la vallée en tant que zone agricole potentielle,, pour les entreprises coopératives.
À la fin des années 1920 et 1930, il y a souvent amalgame entre les termes Avon valley et Toodyay valley, mais à la fin du vingtième siècle, l'habitude est de désigner « Avon Valley » la zone qui inclut les villes de York, Northam et Toodyay.
James Drummond explore la Toodyay valley de 1836 à 1838 pour y recueillir des spécimens botaniques.

## Géographie
Toodyay valley marque l'extrémité orientale de la vallée de l'Avon. La rivière et le chemin de fer de l'Est pénètrent dans la vallée par l'est et se dirigent vers l'ouest en direction du Parc national de la rivière Avon.
Les limites contemporaines peuvent également être définies par les carrefours routiers, tels que le côté sud de la vallée avec la Toodyay Road allant vers l'ouest en direction de Perth et la route Northam-Toodyay qui suit la rivière vers l'est.